# Jayaprakash Narayan
Pour les articles homonymes, voir Narayan.
Jayaprakash Narayan, également connu sous les noms de JP Narayan, Jayaprakash, ou Loknayak, né le 11 octobre 1902 au Bengale, et mort le 8 octobre 1979 à Patna, est un homme politique indien. D'abord militant indépendantiste, il est devenu dans les années 1970 le chef de file de l'opposition marxiste au premier ministre Indira Gandhi.

## Biographie

### Années de jeunesse
Djayprakash Narayan Srivastava est issu de la communauté des Kayastha,. Son père était cadre au département des canaux de l'état et effectuait des tournées fréquentes à travers la région. Vers l'âge de neuf ans, il quitta son village pour suivre les cours du collège anglais de Patna et y rencontra quelques-uns des futurs meneurs du mouvement indépendantiste : Krishna Singh, Anugrah Narayan Sinha etc.
Au mois d'octobre 1918, Narayan épousa la fille aînée du chef indépendantiste Prabhavati Devi. Comme il travaillait à Patna et que sa femme ne pouvait l'y suivre, Mahatma Gandhi invita cette dernière à résider à l'Ashram de Sabarmati  (Ahmedabad). Djayaprakash Narayan et quelques amis apprirent l'existence du Mouvement de non-coopération par les discours de Maulana Abul Kalam Azad contre la Loi anti-anarchistes de 1919. Azad était un agitateur brillant et son appel à boycotter les écoles anglophones « résonnait comme le bruit des feuilles avant la tempête.»

### Études aux États-Unis
Ayant achevé ses études secondaires, Narayan, âgé de 20 ans, décida de s'inscrire dans une université américaine : il embarqua sur le cargo Janus, laissant sa femme Prabhavati à Sabarmati. Narayan Jayaprakash débarqua en Californie le 8 octobre 1922 et fut admis à l'Université de Californie à Berkeley au mois de janvier suivant ; pour payer les frais d'inscription, il effectuait une multitude de petits emplois : vendangeur, serveur, réparateur auto, boucher, ouvrier dans l'usine de conserves locale, démarcheur à domicile. C'est ainsi qu'il découvrit les tensions sociales des sociétés industrielles,.
Mais après avoir étudié la chimie pendant 6 mois, il ne put faire face au doublement des frais d'inscription : il s'inscrivit d'abord à l'Université de l'Iowa puis dans d'autres universités plus modestes encore. Il suivait à présent des cours de sociologie, et reçut l'appui d'Edward A. Ross. À l’université du Wisconsin, Narayan découvrit Le Capital de Karl Marx. L'annonce de la victoire des Bolcheviks en Russie incitait Narayan à voir dans le Marxisme un moyen de combattre la souffrance du peuple. Il se mit à lire les essais du marxiste indien M. N. Roy. Son mémoire de licence de sociologie Cultural Variation reçut les félicitations du jury,,. Il retrouva un chargé de cours indien d'Harvard, K. B. Menon, qu'il incita à retourner en Inde pour rejoindre le mouvement indépendantiste.

### Entrée en politique

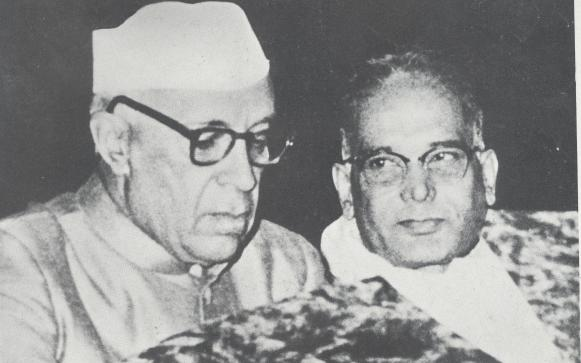
Djayaprakash Narayan (à droite) avec Nehru dans les années 1950.

Narayan retrouva l'Inde à la fin de l'année 1929 et s'engagea au Congrès national indien à l'invitation de Nehru; Mahatma Gandhi devint son mentor. À Patna, Narayan partageait l'appartement de  Ganga Sharan Singh (Sinha), autre leader indépendantiste.
Incarcéré une première fois en 1930 pour désobéissance civile envers les autorités Britanniques, Narayan fut détenu à la prison de Nasik, où il se lia avec Rammanohar Lohia, Minoo Masani, Achyut Patwardhan, Açoka Mehta, Basawon Singh, Youssouf Desaï, C. K. Narayanaswami et d'autres chefs nationalistes.